# Schmirn
Schmirn é um município da Áustria, situado no distrito de Innsbruck-Land, no estado do Tirol. Tem 62,59 km² de área e sua população em 2019 foi estimada em 869 habitantes.